# Риу-ду-Сул (микрорегион)

Риу-ду-Сул на карте.

Риу-ду-Сул (порт. Microrregião de Rio do Sul) — микрорегион в Бразилии, входит в штат Санта-Катарина. Составная часть мезорегиона Вали-ду-Итажаи. 
Население составляет 	204 894	 человека (на 2010 год). Площадь — 	5 270,710	 км². Плотность населения — 	38,87	 чел./км².

## Демография
Согласно сведениям, собранным в ходе переписи 2010 г. Национальным институтом географии и статистики (IBGE), население микрорегиона составляет:						
| Полное население                             | Полное население                             | Полное население                             | Полное население                             | 204 894 |
| -------------------------------------------- | -------------------------------------------- | -------------------------------------------- | -------------------------------------------- | ------- |
| в том числе:                                 | Городское население                          | 141 085                                      | Процент городского населения, %              | 68,86   |
|                                              | Сельское население                           | 63 809                                       | Процент сельского населения, %               | 31,14   |
|                                              | Мужское население                            | 102 611                                      | Процент мужского населения, %                | 50,08   |
|                                              | Женское население                            | 102 283                                      | Процент женского населения, %                | 49,92   |
| Плотность населения, чел/км²                 | Плотность населения, чел/км²                 | Плотность населения, чел/км²                 | Плотность населения, чел/км²                 | 38,87   |
| Население микрорегиона в % к населению штата | Население микрорегиона в % к населению штата | Население микрорегиона в % к населению штата | Население микрорегиона в % к населению штата | 3,28    |

## Статистика
- Валовой внутренний продукт на 2003 составляет 1 824 455 905,00 реалов (данные: Бразильский институт географии и статистики).
- Валовой внутренний продукт на душу населения на 2003 составляет 9804,06 реалов (данные: Бразильский институт географии и статистики).
- Индекс развития человеческого потенциала на 2000 составляет 0,810 (данные: Программа развития ООН).

## Состав микрорегиона
В составе микрорегиона включены следующие муниципалитеты:
1. Агрономика
2. Аурора
3. Брасу-ду-Тромбуду
4. Дона-Эмма
5. Ибирама
6. Жозе-Буатё
7. Лаурентину
8. Лонтрас
9. Мирин-Доси
10. Позу-Редонду
11. Президенти-Жетулиу
12. Президенти-Нереу
13. Риу-ду-Кампу
14. Риу-ду-Уэсти
15. Риу-ду-Сул
16. Салети
17. Тайо
18. Тромбуду-Сентрал
19. Витор-Мейрелис
20. Витмарсум